# Tom Cordes
Thomas Matthijs Adrianus "Tom" Cordes (nascido em 30 de maio de 1966) é um ex-ciclista holandês. Se destacou mais em corridas amadores (no ciclismo de pista e em corridas não-profissionais do ciclismo de estrada) como profissional.
Participou nos Jogos Olímpicos de Seul 1988 disputando as provas de estrada individual e 100 km contrarrelógio por equipes, terminando na 42ª e 11ª posição, respectivamente. Durante sua carreira, Cordes conquistou dois títulos mundiais, na prova de estrada (júnior, 1985) e 100 km contrarrelógio por equipes (sênior, 1986), junto com também holandeses Rob Harmeling, John Talen e Gerrit de Vries. Também ganhou a Volta Limburg Classic (1987), Tour de Overissel (1987) e Volta a Múrcia (1990), assim como as etapas individuais da Volta à Polónia (1985), Volta à Suécia (1988), Volta a Galícia (1989), Volta a la Comunitat Valenciana (1989), Volta a Espanha (1992) e Tour de Olympia (1997, 1998, 1999).